# Jeanne Maubourg
Jeanne Maubourg (* 10. November 1875 in Namur, Belgien; † 12. Mai 1953 in Montreal) war eine kanadische Sängerin (Mezzosopran) und Musikpädagogin belgischer Herkunft.

## Leben und Wirken
Musbourg studierte Musik in Nancy, Algier und Brüssel. 1897 wurde sie am Théâtre de la Monnaie engagiert, wo sie u. a. die Musetta in Puccinis La Bohème, den Hänsel in Humperdincks Hänsel und Gretel und die Titelrolle in Bizets Carmen sang. Zwischen 1900 und 1904 trat sie an der Covent Garden Oper auf, später wechselte sie an die Metropolitan Opera, wo sie 1909 als Lola in Cavalleria Rusticana debütierte und bis 1914 in zahlreichen Rollen auftrat.
1917 ging sie mit ihrem Ehemann, dem Dirigenten Albert Roberval nach Montreal, wo sie in Operetten auftrat, 1923 der Société canadienne d'opérette und 1936 den Variétés lyriques beitrat. Sie spielte zahlreiche Charakterrollen in ein beiden Kompanien, trat im Rundfunk auf, nahm mehr als ein Dutzend Platten auf und gab auch Gesangsunterricht. Zu ihren Schülern zählten Pierrette Alarie, Fleurette Beauchamp-Huppé und Honoré Vaillancourt. Die Stadt Montreal benannte eine Straße nach ihr.